# Holly Robinson Peete
Holly Robinson Peete est une actrice et chanteuse américaine née le 18 septembre 1964 à Philadelphie, Pennsylvanie, (États-Unis).
Elle est connue pour son rôle dans 21 Jump Street de 1987 à 1991 dont elle est l’interprète du générique.

## Biographie

### Vie privée
Le 10 juin 1995, Robinson a épousé Rodney Peete, un quart-arrière de la Ligue nationale de football. 
Ils ont quatre enfants : sa fille Ryan, son fils Rodney, Jr. (jumeaux nés en 1997), son fils Robinson (né en 2002) et son fils Roman (né en 2005). Rodney Jr. a été diagnostiqué autiste à l'âge de trois ans.
Après que son père a été diagnostiqué de la maladie de Parkinson, Robinson et son mari ont cofondé la base de HollyRod, qui est consacrée à la recherche de traitements contre la maladie de Parkinson et l'autisme, aussi qu'à l'aide aux malades.

## Filmographie

### Cinéma
- 1986 : Howard... une nouvelle race de héros (Howard the Duck) de Willard Huyck : K.C., Cherry Bomb
- 2006 : Pepsi Smash Superbowl Bash
- 2010 : Speed-Dating de Joseph A. Elmore Jr. : Gayle
- 2012 : 21 Jump Street de Phil Lord et Christopher Miller : Officier Judy Hoffs

### Télévision

#### Séries télévisées
- 1969 : 1, rue Sésame (saison 1, épisodes 1 & 8) : Sally
- 1987-1991 : 21 Jump Street : Officier Judy Hoffs
- 1989-1990 : Booker (saison 1, épisodes 2 & 22) : Det. Judy Hoffs
- 1991 : Gabriel Bird (saison 1, épisode 22) : Jackie Tate
- 1992-1997 : Cooper et nous : Vanessa Russell
- 1997 : Pacific Blue (saison 2, épisode 16) : Gina Galindo
- 1997 : Les anges du bonheur (saison 3, épisode 15) : Vanessa Hamilton
- 1998-2002 : Pour le meilleur... ? (For Your Love) (84 épisodes) : Malena Ellis
- 2001 : La Vie avant tout (saison 2, épisode 1) : Halle Ellis
- 2001-2002 : One on One (6 épisodes) : Stacy
- 2002 : Fillmore! (saison 1, épisode 4) : Joelle Fillmore
- 2003 : La Famille en folie (Like Family) (23 épisodes) : Tanya Ward
- 2005-2006 : Love, Inc. (22 épisodes) : Clea
- 2011-2014 : Mike & Molly (13 épisodes) : Christina
- 2013 : Blue (saison 2, épisode 15) : Holly
- 2014 : L'Apprentie Maman (saison 1, épisode 18) : Kimberly Phillips
- 2016-2017 : Chicago Fire (6 épisodes) : Tamara Jones
- 2018-2019 : Morning Show Mysteries (mini-série) : Billie Blessings
- 2020 : New York, unité spéciale (saison 21, épisode 12) : officier Rachel Wilson

#### Téléfilms
- 1979 : Dummy de Frank Perry : Genettia Lang
- 1992 : The Jacksons: An American Dream de Karen Arthur : Diana Ross
- 1998 : Killers in the House de Michael Schultz : Jennie Sawyer
- 1999 : After All de Helaine Head : Michelle Troussaint
- 2007 : Face à ma vie (Matters of Life & Dating) de Peter Wellington : Nicole Banning
- 2007 : Football Wives de Bryan Singer : Jackie Jameson
- 2009 : The Bridget Show de Barry Sonnenfeld : Macy
- 2015 : Angel of Christmas de Ron Oliver : Yvette Collins
- 2017 : Destin brisé : Michael Jackson, derrière le masque (Michael Jackson: Searching for Neverland) de Dianne Houston : Raymone Bain
- 2017 : Un festival pour Noël (Christmas in Evergreen) de Alex Zamm : Michelle Lansing
- 2018 : La clé d'un Noël réussi (Christmas in Evergreen: Letters to Santa) de Sean McNamara : Michelle Lansing
- 2019 : Le calendrier secret de Noël (Christmas in Evergreen: Tidings of Joy) de Sean McNamara : Michelle Lansing
- 2019 : A Family Christmas Gift de Kevin Fair : Amber
- 2020 : The Christmas Doctor de Kevin Fair : Dr Zoey
- 2020 : Les petits miracles de Noël (Christmas in Evergreen: Bells Are Ringing) de Linda-Lisa Hayter : Michelle Lansing

### Courts-métrages
- 2002 : My Wonderful Life : Samika
- 2004 : Earthquake : Heaven